# Io, l'orchestra, le donne e l'amore
Io, l'orchestra, le donne e l'amore è un album dal vivo di Antonello Venditti uscito nelle edicole con TV Sorrisi e Canzoni il 5 novembre 2013. È stato registrato il 9 luglio 2012 all'Arena di Verona in una tappa speciale di Unica Tour 2012-2013. Oltre ai musicisti, era presente infatti l'orchestra diretta da Marco Sabiu. Inoltre duetta con la cantautrice savonese Annalisa (Amici mai e Ogni volta) e Chiara Civello (Alta marea).

## Tracce

### CD 1
1. Unica – 5:54
2. Il compleanno di Cristina – 5:39
3. Giulio Cesare – 6:16
4. Piero e Cinzia – 6:21
5. Oltre il confine – 3:50
6. Che fantastica storia è la vita – 5:28
7. Sotto il segno dei pesci – 5:22
8. Non ci sono anime – 4:21
9. Roma capoccia – 6:43
10. Sara – 4:16
11. Ci vorrebbe un amico – 3:43
12. Le cose della vita – 3:08
13. Notte prima degli esami – 7:58

### CD 2
1. Dalla pelle al cuore – 5:52
2. Indimenticabile – 7:42
3. Forever – 3:32
4. Amici mai – 9:42
5. Ogni volta – 5:52
6. Alta marea – 10:32
7. Come un vulcano – 7:42
8. Benvenuti in paradiso – 9:42
9. In questo mondo di ladri – 11:21
10. Allora canta – 2:32
11. Ricordati di me – 20:20

## Musicisti
- Antonello Venditti - voce
- Derek Wilson - batteria
- Alessandro Canini - batteria, percussioni e chitarra
- Fabio Pignatelli - basso
- Alessandro Centofanti - pianoforte, organo Hammond e tastiera
- Danilo Cherni - tastiera
- Toti Panzanelli - chitarra elettrica
- Maurizio Perfetto - chitarra
- Amedeo Bianchi - sax
- Sandy Chambers, Julia St. Louis - cori